# Katalonščina
Katalonščina ali katalonski jezik (català (kə.tə'la) ali (ka.ta'la)) je romanski jezik, državni jezik v Andori in uradni jezik v španskih avtonomnih skupnostih Balearski otoki, Valencija (pod imenom valencijščina) in osrednji pokrajini, kjer se govori, Kataloniji. Večina aktivnih govorcev katalonščine živi v Španiji. Jezik govori in razume okrog 10 milijonov ljudi, ne le v Španiji in Andori, temveč tudi v delu jugozahodne Francije (sredozemskem pasu okoli Perpignana oz. večjem delu zahodnih Pirenejev) in v Algheru na Sardiniji (Italija).

## Uvrstitev
- Indoevropski jeziki
  - Italski jeziki
    - Romanski jeziki
      - Zahodnoitalski jeziki
        - Zahodni zahodnoitalski jeziki
          - Galoiberski jeziki
            - Iberoromanski jeziki
              - Vzhodnoiberski jeziki
                - katalonščina - valencijščina - balearščina

Katalonščina je v več pogledih podobna tako španščini (kastiljščini) kot francoščini, je pa tudi najbližja sorodnica okcitanščine. V primerjavah sodobnih romanskih jezikov za katalonščino pogosto velja prepričanje, da je prehodni jezik med iberskoromanskimi jeziki (kot je npr. španščina) in galoromanskimi (kot je francoščina), čeprav takšna razlaga ni najbolj točna. 

## Geografska zastopanost
Katalonščino govorijo v/na:
- Kataloniji, Španija.
- La Franja (Franja de Ponent) v pokrajini Aragonija, Španija.
- Balearskih otokih (Illes Balears i Pitiüsses), Španija.
- Andori (Principat d'Andorra).
- delu Valencije (País Valencià), Španija (kjer se običajno imenuje valencijščina).
- Severni Kataloniji (Catalunya Nord) (neuradno ime), Francija.
- Mestu Alghero (l'Alguer) na Sardiniji, Italija.
- manjši pokrajini Murcija, Španija, znani kot el Carche v kastiljščini in el Carxe v katalonščini.

Celotno območje s skupnim imenom neuradno imenujejo Katalonske dežele (katalonsko Països Catalans), saj jih druži podobna kulturna dediščina.

## Zgodovina
Jezikoslovci domnevajo, da o katalonskem jeziku lahko govorimo že v 8. stoletju. Tako kot ostali jeziki Iberskega polotoka se je tudi katalonščina razširila proti jugu z rekonkvisto od 12. stoletja naprej. V 13. stoletju so postale meje rabe katalonščine skoraj takšne, kakršne so še danes. V 16. stoletju, stoletje potem, ko sta se združili aragonsko-katalonska in kastiljska kraljevska dinastija, je kastiljski jezik počasi začel vdirati v družbeno in kulturno življenje katalonsko govorečega območja. V 17. stoletju je bila Severna Katalonija priključena k Franciji.
Po vojni za nasledstvo leta 1714 je kastiljščina postala edini uradni jezik na vsem katalonsko govorečem območju pod kastiljsko upravo. Kljub temu, da je v 19. stoletju čedalje več ljudi postajalo dvojezičnih, se je konec 19. stoletja rodilo gibanje za dodelitev statusa uradnega jezika katalonščini, ki je bilo še posebej močno na območju današnje avtonomne pokrajine Katalonije. V 20. stoletju se je to gibanje še okrepilo, toda po nasilni zmagi Francovega fašističnega režima je katalonski jezik postal v javnem življenju prepovedan. Dodatno je položaj katalonščine poslabšal še  množični prihod kastiljsko govorečih priseljencev iz ostalih delov Španije v Katalonijo.
Od prehoda Španije v demokracijo med letoma 1975 in 1982 se je katalonščina v Kataloniji uveljavila kot uradni jezik, jezik izobraževanja ter jezik množičnih občil, kar je vplivalo na povečanje njenega ugleda med govorci. V Kataloniji je učenje katalonščine obvezno v vseh šolah in tudi za študij je potrebno razumevanje katalonščine, prisoten pa je tudi medgeneracijski jezikovni premik h katalonščini.
V Andori je bila katalonščina vselej edini uradni jezik.
Negativni jezikovni premik pa doživlja katalonščina, podobno kot drugi francoski manjšinski jeziki, v francoski Severni Kataloniji, kjer je večina maternih govorcev katalonščine starih 60 let ali več. Katalonščine kot tujega jezika se uči 30 % učencev osnovnih šol in 15 % dijakov srednjih šol.
V provinci Alicante je katalonščino izpodrinila španščina (kastiljščina), v sardinskem Algheru pa italijanščina.

## Uradni status
Katalonščina je uradni jezik v Andori. V španskih avtonomnih skupnostih Katalonija, Baleari in Valencija je eden od uradnih jezikov (souradni jezik). Na Sardiniji je zaščiten. V Aragoniji, kjer se tudi govori, nima uradnega statusa, a je leta 1990 le pridobil zakonsko veljavo. Drugod ni uradno priznan. 

## Primeri
Nekaj običajnih fraz v katalonščini:
- Katalonec: Català /kətəˈlɑ/
- Zdravo: hola /ˈɔlə/
- Adijo: adéu /əˈðɛw/ (ko pozdravimo enega.); adéu siau /əˈðɛw siˈaw/ (ko jih pozdravimo več)
- Prosim: si us plau /sisˈplaw/
- Hvala: gràcies /ˈgrɑsiəs/; mercès /mərˈsɛs/
- Oprosti/te: perdó /pərˈðo/, ho sento /u ˈsentu/
- Ta: aquest /əˈkɛt/ (m.); aquesta /əˈkɛstə/ (ž.)
- Koliko stane?: quant val? /ˈkwɑmˈbɑl/; quant és? /ˈkwɑnˈtes/
- Da: sí /ˈsi/
- Ne: no /ˈno/
- Ne razumem: No ho entenc /ˈno wənˈteŋ/
- Kje je kopalnica/stranišče?: on és el bany? /ˈonˈezəlˈβaɲ/; on és el lavabo? /ˈonˈezəlˈləˈβɑβu/
- Splošna zdravica: salut! /səˈlut/;
- Govorite angleško?: Parlau l'anglès? /parˈləw lənˈglɛs/

### Ustanove
- Inštitut katalonskih študij Arhivirano 2004-11-08 na Wayback Machine.
- Urad za jezikovno politiko

### Slovarji in drugi jezikovni priročniki
- Katalonsko-angleški slovar
- Slovensko-katalonski spletni slovar
- DACCO. Open source English-Catalan / Catalan-English dictionary project.
- Catalan phrasebook – potovalne informacije v Wikipotovanju
- Learn Catalan!. An introduction for the Catalonia-bound traveler.
- Interc@t Arhivirano 2006-07-21 at Archive.is. Set of electronic resources for learning the Catalan language and culture.
- SisHiTra Arhivirano 2008-05-03 na Wayback Machine. Online Spanish-Catalan / Catalan-Spanish text and web translator.